# An Hurlysi (círculos de pedra)
An Hurlysi (em inglês: The Hurlers) são um grupo de três círculos de pedra na paróquia civil de St Cleer, Cornualha, Inglaterra, Reino Unido. O local fica a 800 metros a oeste da vila de Minions no flanco leste de Bodmin Moor, e aproximadamente seis quilômetros ao norte de Liskeard.

## Histórico

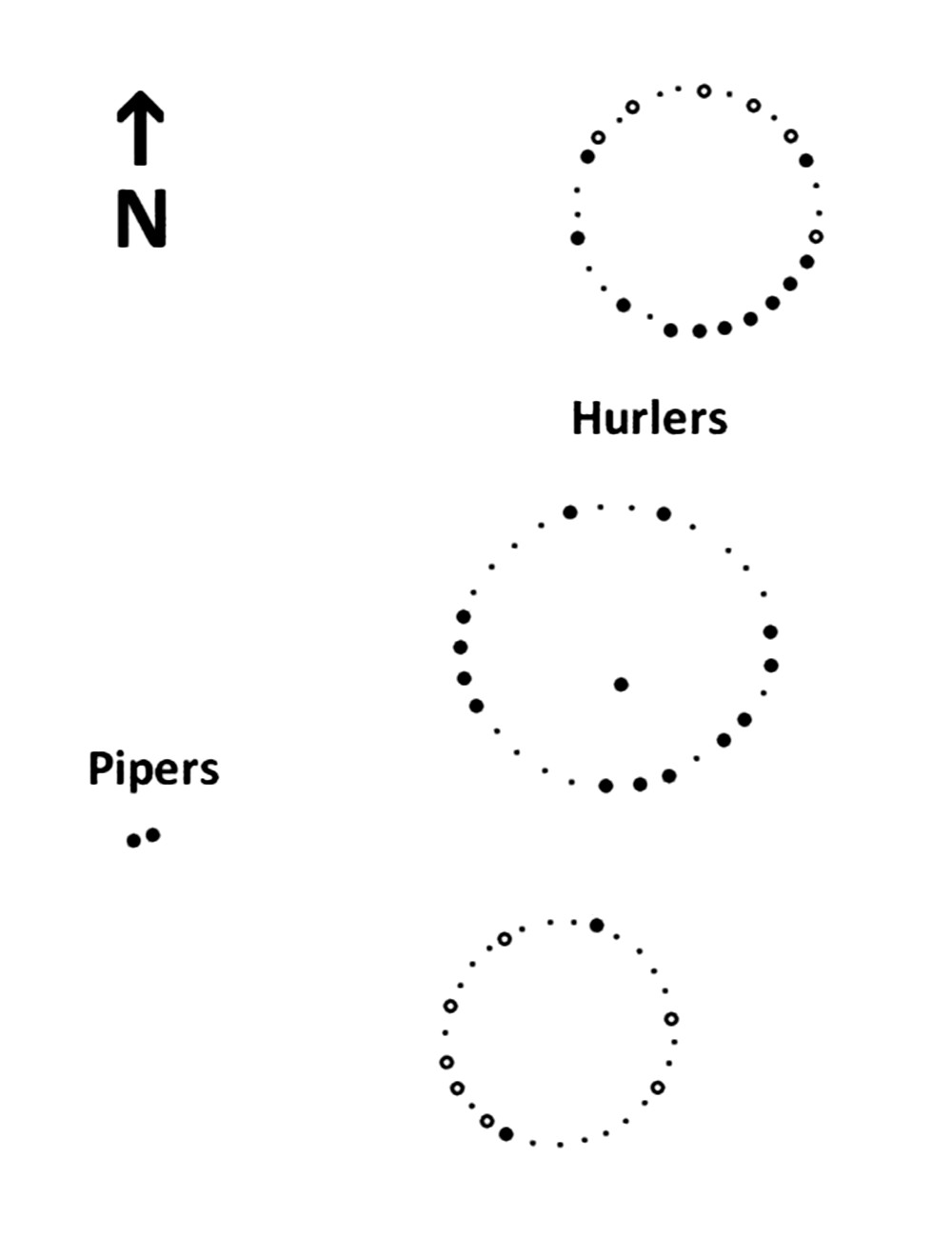
Mapa dos círculos de pedra

### Localização
Os Hurlers estão ao norte de Liskeard, perto da vila de Minions, no extremo sul de Bodmin Moor, no leste da Cornualha. A oeste dos círculos estão duas pedras eretas conhecidas como os Flautistas. Perto estão Rillaton Barrow e Trethevy Quoit, uma sepultura de entrada do período neolítico. A área é administrada pelo Cornwall Heritage Trust em nome do English Heritage.

### Origem do nome
O nome "Hurlers" deriva de uma lenda na qual alguns homens jogavam hurling em um domingo, dia de descanso, e foram magicamente transformados em pedras como punição. Os "Flautistas" ("The Pipers") seriam as figuras de dois homens que tocaram músicas em um domingo e sofreram o mesmo destino. De acordo com outra lenda, é impossível contar com precisão o número de pedras em pé.

### Construção

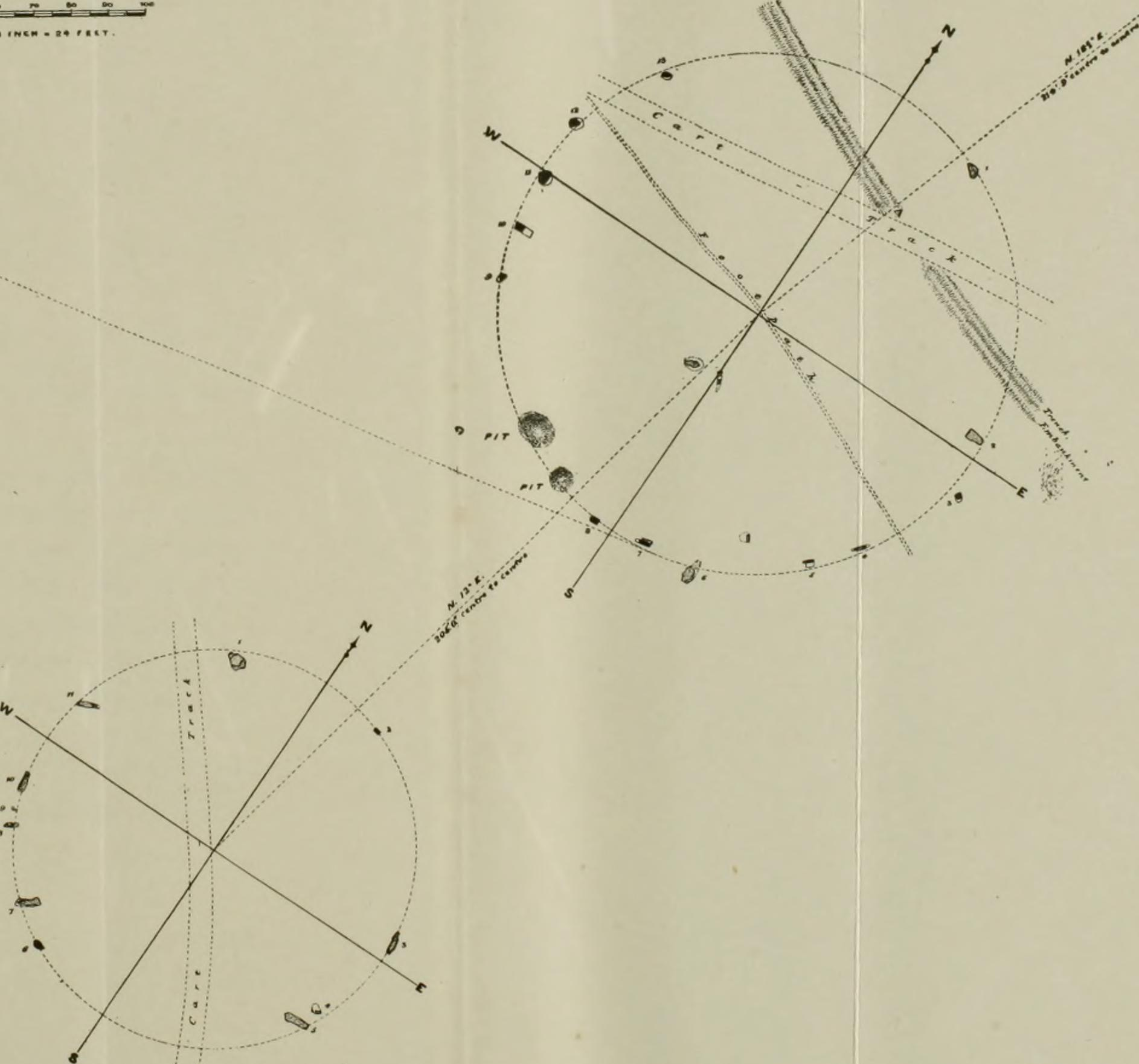
Planta dos Hurlers, 1906

O monumento compreende três círculos de pedra que se encontram em uma linha de sul-sudoeste a norte-nordeste, e têm diâmetros de 35, 42 e 33 metros, respectivamente. Os dois anéis de pedra exteriores são circulares. O círculo do meio, o maior, é ligeiramente elíptico. A sobrevivência do círculo de pedras do sul, que agora contém nove pedras, tem sido muito precária: apenas duas das pedras restantes estão na vertical e as outras sete estão parcialmente cobertas com terra. No círculo do meio, 14 pedras permanecem, de um total original de 28. As pedras mostram traços claros de terem sido marteladas. O círculo de pedras do norte continha cerca de 30 pedras eretas, das quais 15 ainda são visíveis. Os outros dois monolitos, dos Flautistas, estão a 100 metros a sudoeste do círculo do meio e podem ter marcado a entrada para os Hurlers.

### Alinhamentos
Em 1967, o engenheiro escocês Alexander Thom sugeriu que existem alinhamentos relacionados ao polígono limítrofe do munumento. Ele sugeriu haver dois alinhamentos solares de quatro pedras apontadas para o zênite. Também sugeriu dois alinhamentos de "pedra a local" com as estrelas Vega e Arcturus e dois outros alinhamentos de "local a local" com Arcturus. Cada alinhamento estelar foi dado com declinações tabuladas em uma data em algum momento entre o intervalo de 2100 a 1500 aC.

## Patrimônio histórico

### Primeiras menções históricas
A primeira menção dos Hurlers foi feita pelo historiador John Norden, que os visitou por volta de 1584. Eles foram descritos por William Camden em sua Britannia de 1586. Em 1754 William Borlase publicou a primeira descrição detalhada do local.

### Escavações
Ralegh Radford escavou o local na década de 1930 e restaurou parcialmente os dois círculos do norte reerguendo algumas pedras e colocando pedras de marcação nas posições das desaparecidas. Os arquivos dos relatórios de escavação não publicados foram reavaliados por Jacky Nowakowski (Cornwall Archaeological Unit) e John Gould (English Heritage) e podem resultar em mais análises e publicações.
Houve várias investigações posteriores. Entre 1975 e 1985, o levantamento aéreo e a análise subsequente por várias equipes (incluindo a Universidade de Cambridge, University College London, RCHME e coordenado pela Unidade de Arqueologia da Cornualha) foi usado para identificar e mapear as características físicas do local. A English Heritage realizou um levantamento geofísico em 2004. Uma pesquisa da Unidade Arqueológica da Cornualha em 2009 indicou que também pode haver um quarto círculo e duas fileiras de pedras.
Os Hurlers foram protegidos como um monumento tombado em 1981, e a área protegida foi ampliada em 1994 para incluir os Pipers.

### Cornwall Heritage Trust
Em 1999 houve polêmica em relação ao sítio e outros sob os cuidados do Patrimônio Inglês. Membros do grupo Revived Cornish Stannary Parliament, um grupo que advoga pelo restabelecimento do parlamento da Cornualha, removeram placas com o nome de English Heritage. Após esta ação, vários locais menores, incluindo The Hurlers, Dupath Well, Tregiffian Burial Chamber, St Breock Downs Monolith, King Doniert's Stone, Trethevy Quoit e Carn Euny, foram transferidos para a administração do Cornwall Heritage Trust.

## Na cultura popular
Os Hurlers são o tema de uma música de 2008 do cantor de Devon, Seth Lakeman.

## Galeria

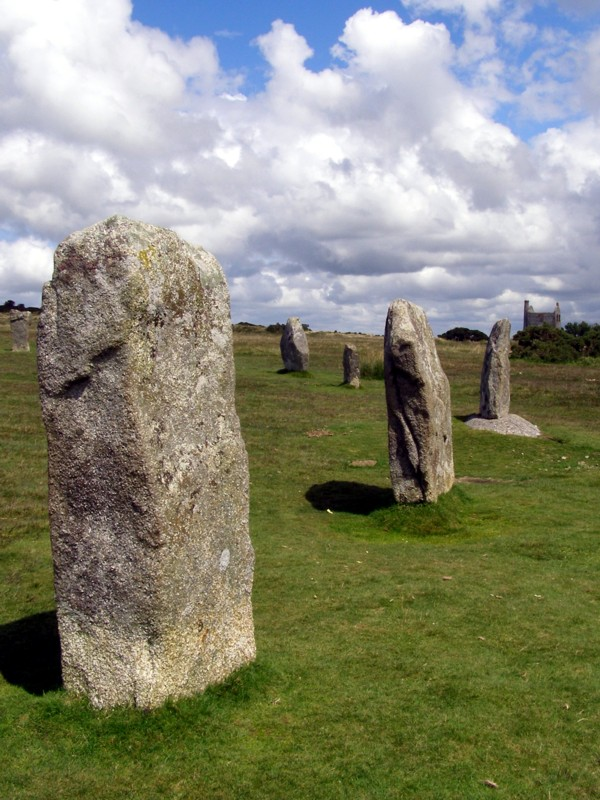
Pedras eretas no círculo médio dos Hurlers
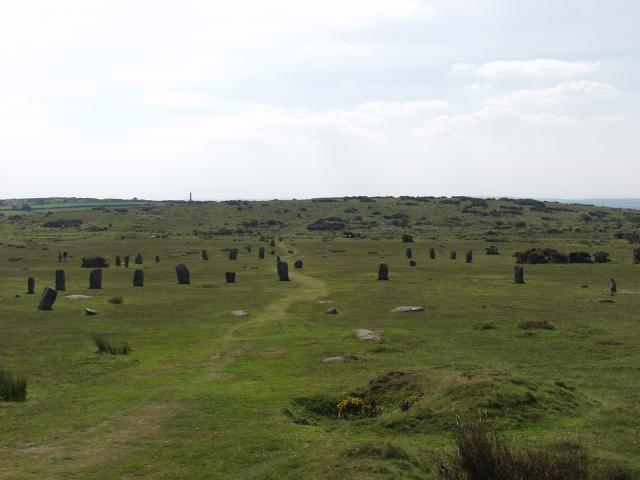
The Hurlers ao norte
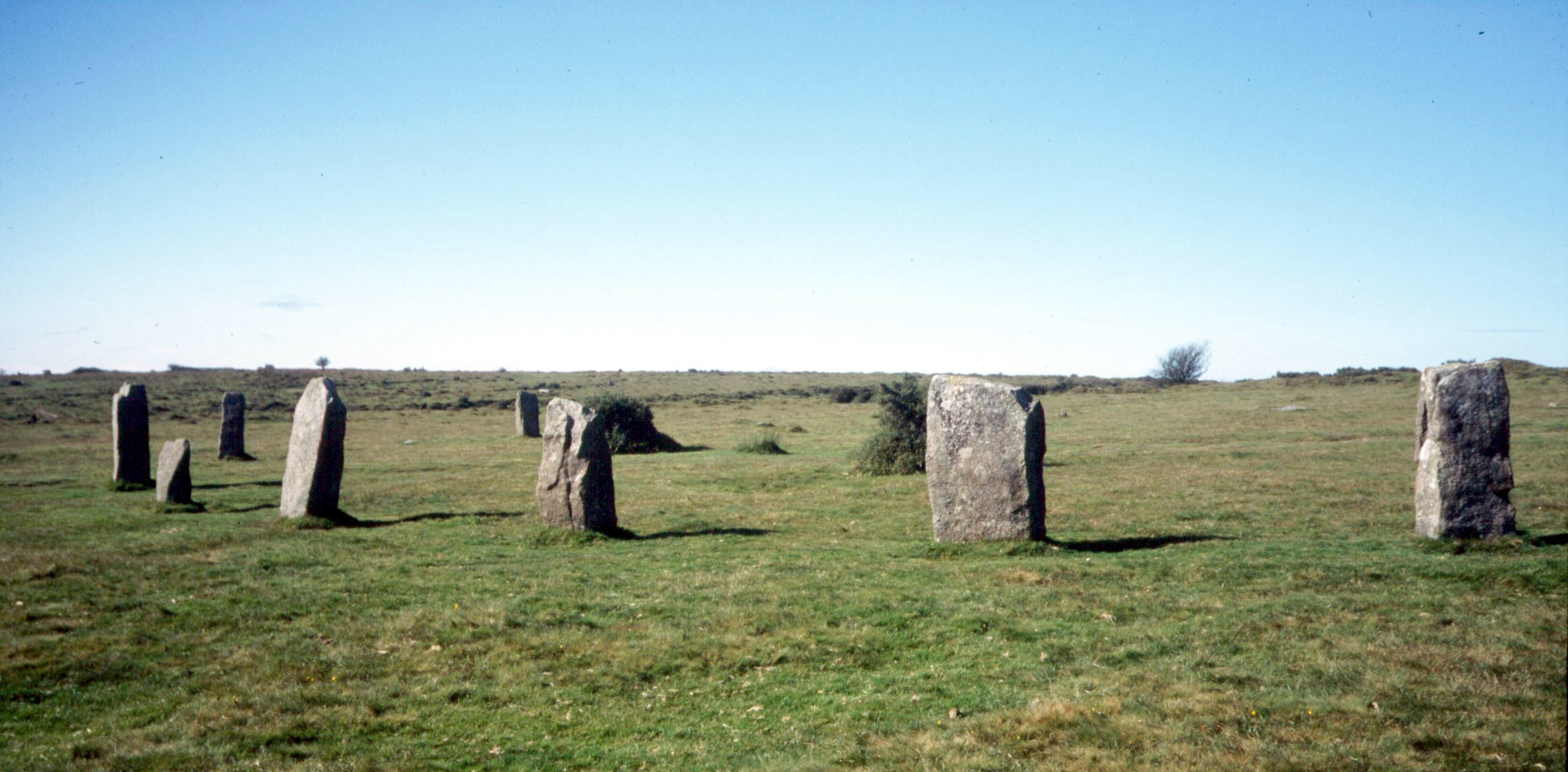
O círculo norte